# Slochteren
Slochteren  è una località e un'ex-municipalità dei Paesi Bassi di 15 577 abitanti situata nella provincia di Groninga. Soppressa il 1º gennaio 2018, il suo territorio, insieme ai territori di Menterwolde e Hoogezand-Sappemeer è andato a costituire la nuova municipalità di Midden-Groningen.